# Kornatice
Kornatice település Csehországban, Rokycanyi járásban. Kornatice Milínov, Mešno, Kakejcov, Spálené Poříčí és Nevid településekkel határos. Lakosainak száma 283 fő (2024. január 1.).

## Népesség
A település lakosságának változását az alábbi diagram mutatja:
| Lakosok száma | 294  | 270  | 259  | 200  | 132  | 156  | 182  | 187  | 239  | 283  |
|               | 1869 | 1900 | 1921 | 1961 | 1980 | 2011 | 2016 | 2019 | 2021 | 2024 |